# Saint-Genest-Lerpt
Saint-Genest-Lerpt település Franciaországban, Loire megyében. Lakosainak száma 6182 fő (2022. január 1.). Saint-Genest-Lerpt Villars, La Fouillouse, Roche-la-Molière, Saint-Étienne és Saint-Just-Saint-Rambert községekkel határos.

## Népesség
A település népessége az elmúlt években az alábbi módon változott:
| Lakosok száma | 5331 | 5308 | 5482 | 5566 | 5992 | 6112 | 6131 | 6123 | 6185 | 6182 |
|               | 1968 | 1982 | 1990 | 2006 | 2013 | 2015 | 2017 | 2019 | 2020 | 2022 |